# Circaetinae
Circaetinae Blyth, 1851 è una sottofamiglia di uccelli della famiglia degli Accipitridi.

## Tassonomia
La sottofamiglia Circaetinae comprende i seguenti generi e specie:
- Genere Spilornis
  - Spilornis cheela (Latham, 1790) - serpentario crestato
  - Spilornis klossi Richmond, 1902 - serpentario delle Nicobare
  - Spilornis kinabaluensis W.L.Sclater, 1919 - serpentario montano
  - Spilornis rufipectus Gould, 1858 - serpentario di Sulawesi
  - Spilornis holospilus (Vigors, 1831) - serpentario delle Filippine
  - Spilornis elgini (Blyth, 1863) - serpentario delle Andamane
- Genere Pithecophaga
  - Pithecophaga jefferyi Ogilvie-Grant, 1896 - aquila delle Filippine
- Genere Circaetus
  - Circaetus gallicus (J.F.Gmelin, 1788) - biancone
  - Circaetus beaudouini J.Verreaux & Des Murs, 1862 - aquila serpentaria di Beaudouin
  - Circaetus pectoralis A.Smith, 1829 - aquila serpentaria pettonero
  - Circaetus cinereus Vieillot, 1818 - aquila serpentaria cenerina
  - Circaetus fasciolatus Kaup, 1847 - aquila serpentaria fasciata
  - Circaetus cinerascens J.W.von Müller, 1851 - aquila serpentaria minore
  - Circaetus spectabilis (Schlegel, 1863) - aquila serpentaria del Congo
- Genere Terathopius
  - Terathopius ecaudatus (Daudin, 1800) - falco giocoliere